# Bessie Carter
Pour les articles homonymes, voir Carter.
Bessie Beatrice Carter, née le 25 octobre 1993 à Westminster, est une actrice britannique. Elle est notamment connue pour son rôle de Violet dans Beecham House en 2019 et celui de Prudence Featherington dans La Chronique des Bridgerton depuis 2020.

## Carrière
Bessie Carter est la fille unique des acteurs Imelda Staunton et Jim Carter. Elle fait une apparition dans la comédie musicale Les Misérables en 2012 et a un petit rôle dans la série Cranford en 2007-2008. En 2016, elle est sort diplômée de la Guildhall School of Music and Drama et fait ses débuts sur scène dans la pièce The Roundabout de John Boynton Priestley au Park Theater dans le quartier de Finsbury Park la même année. Les critiques saluent sa prestation dans cette pièce racontant les retrouvailles entre Lord Kettlewell (Brian Protheroe), un aristocrate sans le sou et sa fille aînée (Bessie Carter) après dix ans sans nouvelles.
En 2019, elle obtient le rôle de Violet Woodhouse dans la série historique d'ITV, Beecham House. La même année, elle est choisie pour le rôle de Prudence Featherington, l'une des trois sœurs Featherington, dans la série historique de Netflix, La Chronique des Bridgerton.

## Filmographie

### Cinéma
- 2012 : Les Misérables de Tom Hooper
- 2019 : L'Art du mensonge de Bill Condon : la secrétaire

### Télévision
- 2007-2009 : Cranford : Margaret Gidman
- 2017 : Doc Martin : Amy Vincent (1 épisode)
- 2017 : Howards End : Evie Wilcox
- 2019 : Beecham House : Violet Woodhouse
- 2020 : La Chronique des Bridgerton : Prudence Featherington
- 2025 : Outrageous : Nancy Mitford

## Doublage
Bessie Carter est doublée en français par :
- Jessica Monceau dans Beecham House (2019)
- Zoé Bettan dans La Chronique des Bridgerton (2020-)